# Waschhaus (Saint-Clair-sur-Epte)

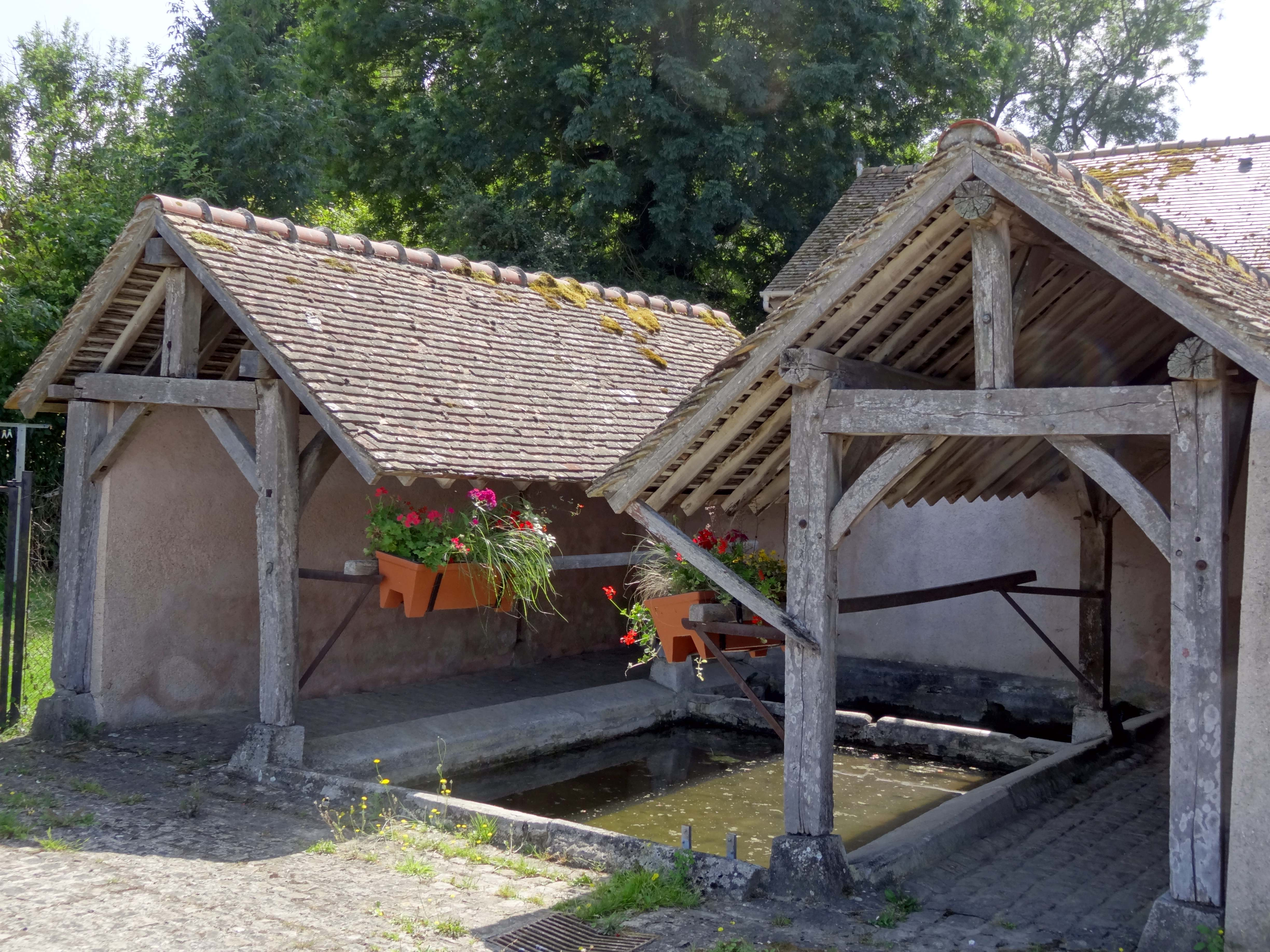
Waschhaus in Saint-Clair-sur-Epte

Das Waschhaus (französisch lavoir) in Breuil, einem Weiler der nordfranzösischen Gemeinde Saint-Clair-sur-Epte im Département Val-d’Oise in der Region Île-de-France, wurde im 18. Jahrhundert errichtet und ist somit eines der ältesten (erhaltenen) in ganz Frankreich.
Das öffentliche Waschhaus mit seinem in den Erdboden eingelassenen Becken ist an drei Seiten überdacht, sodass die Wäscherinnen bei ihrer kniend oder gebückt zu verrichtenden Arbeit bei jedem Wetter geschützt waren.